# Dieter Brand
Dieter Brand (* 4. Juni 1939 in Emden) ist ein Generalmajor a. D. des Heeres der Bundeswehr.

## Militärische Laufbahn
Brand trat im April 1960 seinen Dienst als Offizieranwärter bei dem (damaligen) Panzerbataillon 34 in Nienburg / Langendamm an. Die Ausbildung zum Offizier erfolgte an der Heeresoffizierschule II in Hamburg und an der Panzertruppenschule in Munster. Im September 1962 kehrte Brand als Leutnant in das Bataillon zurück und durchlief dort die Verwendungen als Zugführer, S 2/1- und S3-Offizier sowie als Kompaniechef.
Nach der Beförderung zum Hauptmann wurde er 1968 S3-Offizier im Stab der Panzerbrigade 3. Er absolvierte den 13. Generalstabslehrgang Heer an der Führungsakademie der Bundeswehr, wo die Beförderung zum Major erfolgte. Es folgten Verwendungen im Generalstabsdienst. Zunächst wurde Brand im März 1973 in das Bundesministerium der Verteidigung, Referat Rüstungskontrolle FüSIII5 versetzt, von dort wurde er in die Delegation bei den Verhandlungen zur konventionellen Rüstungskontrolle (MBFR) in Wien abgeordnet. Im September 1974 übernahm Brand die Aufgaben als G3 der Panzerbrigade 12 in Amberg, zuständig für die Operationsplanung und Planung der Ausbildung. Hier wurde er zum Oberstleutnant befördert. Es folgte ab September 1976 die Verwendung als Kommandeur der Panzerbataillons 324 in Schwanewede. Nach einer Verwendung als Lehrstabsoffizier Taktik – nun wieder im Generalstabsdienst – und Leiter der Gruppe Truppenfachlehrer an der Panzertruppenschule in Munster von 1978 bis 1980 wurde Brand im Januar 1981 Chef des Stabes der 2. Panzergrenadierdivision in Kassel. Die Beförderung zum Oberst erfolgte im April 1981.
Ab Juli 1983 nahm Brand als International Fellow am Lehrgang am US Army War College in Carlisle/Pennsylvania teil, danach übernahm er im September 1984 das Kommando über die Panzerbrigade 6 in Hofgeismar. In dieser Verwendung wurde Brand zum 1. Oktober 1987 zum Brigadegeneral befördert. Es folgte ab Oktober 1988 die Verwendung als Stabsabteilungsleiter FüH III im Führungsstab des Heeres / BMVg. Nach kurzer Verwendung als Chef des Stabes des Heeresamtes ab April 1991 und nach Beförderung zum Generalmajor zum 30. August 1991 übernahm Brand ab März 1992 die Aufgaben des Chefs des Stabes der Heeresgruppe Mitte (CENTAG) in Heidelberg. Nach Auflösung dieses Kommandos Ende Juni 1993 wurde Brand als Stellvertretender Kommandierender General des IV. Korps in Potsdam eingesetzt. Aus dieser Verwendung trat er Ende September 1996 in den vorzeitigen Ruhestand.
Brand war vom März 2002 bis zum März 2010 Vorsitzender des Freundeskreises Offiziere der Panzertruppe.

## Auszeichnungen
- Ehrenkreuz der Bundeswehr in Gold
- Verdienstkreuz am Bande der Bundesrepublik Deutschland
- Legion of Merit (Degree of Officer) - United States of America

## Privates
Brand ist verheiratet und hat zwei Söhne.

## Veröffentlichungen
- Grundsätze operativer Führung, Beitrag in Denkschriften zu Fragen der operativen Führung S. 29–80, hrsg. vom Inspekteur des Heeres, Juli 1987
- Politische, strategische und operative Rahmenbedingungen (zur Entwicklung der Panzertruppe), Beitrag in 50 Jahre Panzertruppe der Bundeswehr 1956 - 2006, hrsg. vom Freundeskreis Offiziere der Bundeswehr, 2006, Verlag Schneider Ülzen, ISBN 3-935107-05-6
- Freie Operationen, Teil 1 bis 5, in Truppenpraxis/Wehrausbildung 10/1997 bis 2/1998
- Plädoyer für freie Operationen, in Österreichische Militärische Zeitschrift 2/98, Wien